# Caidar ibne Cavus Alafexim

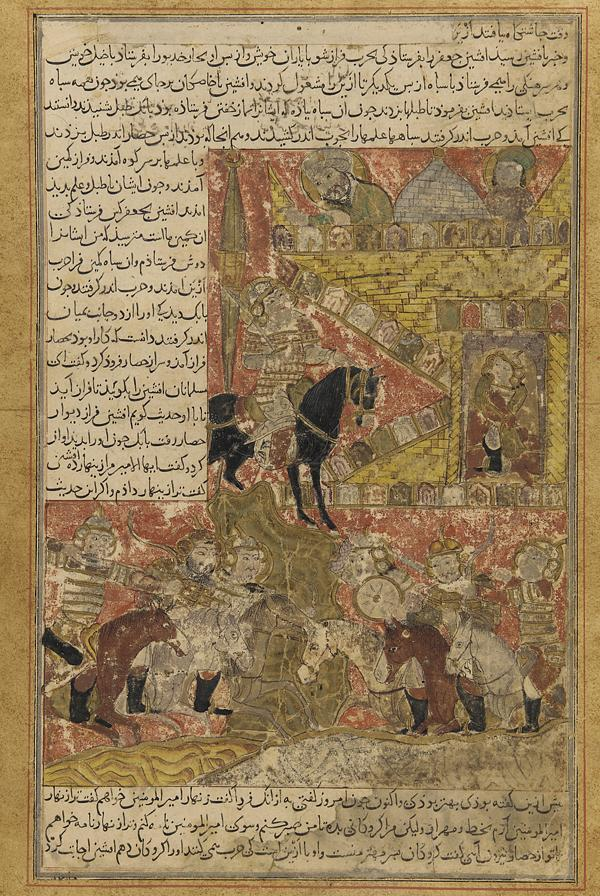
Pabeco conversa com Afexim Caidar, o general do califa abássida Almotácime

Caidar ibne Cavus escutarⓘ(Khaydār b. Kāvūs), conhecido por seu título hereditário de Alafexim (em persa: افشین), foi um general sênior na corte do Califado Abássida e o filho do príncipe vassalo de Osruxana.

## Nome e contexto familiar
Afexim era um título hereditário dos príncipes de Osruxana na época da conquista muçulmana da Pérsia. O termo é uma forma "arabizada" do persa médio Pixim e do avéstico Pisina, um nome próprio de etimologia incerta. Minorsky sugere que o título "Afexim" era de origem sogdiana.
Nesta época, quando a invasão árabe de Transoxiana (incluindo Osruxana) se deu sob Cutaiba ibne Muslim (712-714), Osruxana era habitada por uma população de origem iraniana e governada por seus próprios príncipes que detinham o título tradicional de "Afexim".
O general Afexim é geralmente considerado como sendo iraniano, apesar de duas fontes clássicas (e alguns autores modernos) terem-no considerado como sendo turco. Ele certamente veio de um meio cultural iraniano e não é geralmente considerado como sendo turco. A confusão decorre do fato de o termo "turco" ser utilizado de forma pouco acadêmica pelos escritores árabes da época para denotar as novas tropas do califa, que certamente incluíam soldados de origem iraniana, incluindo os oriundos de Fergana e Osruxana. Na realidade, os turcos chegaram na Pérsia duzentos e oitenta nos após a invasão do Irã pelos árabes do deserto.

## Primeiros anos
De acordo com Iacubi, durante o reinado do terceiro califa abássida, Almadi (r. 775–785), Afexim de Osruxana foi mencionado entre diversos os governantes iranianos e turcos da Transoxiana e das estepes da Ásia Central que se submeteram nominalmente ao califa. Mas não foi antes do reinado de Harune Arraxide (r. 794–795) que Alfadle ibne Iáia liderou uma expedição até a Transoxiana e recebeu a submissão dos governantes chamados "Akin" e conhecidos como Kharākana. Estes Karākana jamais haviam se submetido antes a nenhum outro poder estrangeiro. Expedições subsequentes foram, de qualquer forma, enviadas a Osruxana por Almamune quando ele era governador em Marv e, posteriormente, califa. Cavus, filho de Afexim Caracana, que se submetera a Alfadle ibne Iáia, renegou sua aliança com os árabes. Porém, pouco antes da chegada do califa a Bagdá vindo do oriente (817-818 ou 819-820), uma disputa de poder irrompeu entre os governantes de Osruxana.
De acordo com a maior parte das fontes, o herdeiro de Almamune, Almotácime não apenas nomeou Afexim governador do Azerbaijão e subordinou diversos oficiais de alta patente a ele, mas também mandou que salários excepcionalmente altos, despesas discricionárias e rações lhe fossem dispensadas. Em 831-833, ele suprimiu revoltas no Egito originadas nas regiões remotas de Alexandria. Em 2 de junho de 832, espalhou-se a notícia de seu grande sucesso em Bima, no Egito, que se rendera após Afexim oferecer à cidade a promessa de salvo-conduto do califa.

## Afexim e Pabeco
Em 838, o califa Almotácime nomeou Afexim como governador do Azerbaijão para que ele combatesse Pabeco, líder de um movimento antiislâmico e neo-masdaíta persa dos curramitas.
Após uma feroz resistência por parte do exército de Pabeco, Afexim eventualmente o derrotou e capturou o castelo de Pabeco em agosto de 837. Iacubi relata que Afexim, após liberar 7 600 prisioneiros árabes nesta fortaleza, destruiu o castelo. O líder curramita escapou e se abrigou sob a proteção do príncipe cristão Sahl ibn-Sunbat, que acabou entregando-o a Afexim. Em agradecimento, o califa o recompensou com o governo de Sinde além da Armênia e do Azerbaijão.

## Campanha Anatólica
Afexim lutou ao lado de Almotácime durante a sua campanha de 838 contra o Império Bizantino e que chegou até Amório comandando a ala direta no massacre que se seguiu.
Conforme os dois exércitos adentravam o Império Bizantino - separadas por 240 quilômetros -, o imperador Teófilo decidiu atacar uma das partes do exército invasor antes que ela pudesse se juntar à outra. Assim, foram as tropas de Afexim que o imperador atacou em 21 de julho de 838. A batalha que se seguiu resultou, porém, numa decisiva vitória muçulmana. Apesar da vantagem inicial dos bizantinos, o devastador golpe dos arqueiros montados turcos e a crença errônea de que Teófilo teria morrido desmoralizaram o exército bizantino, que debandou e fugiu. O imperador e sua guarda conseguiram fugir com dificuldades.
A partir de Ancira, o exército muçulmano reunido avançou para a cidade fortificada bizantina de Amório. Um prisioneiro muçulmano escapou da cidade e revelou que uma seção das muralhas estava enfraquecida. Ali o califa concentrou seu poder de fogo e logo uma brecha se abriu permitindo a captura da cidade.

## Queda
A estrela de Afexim começou a declinar aparentemente por conta do ciúme que ele já havia demonstrado em relação a Abu Dolat - e Abedalá ibne Tair, governador do Grande Coração e, aparentemente, considerado por Afexim como um "arrivista" e um rival pelo poder na Transoxiana. Ele se envolveu também com Maziar ibne Carene, um príncipe iraniano e um aspabedes do Tabaristão, na costa do Mar Cáspio. Afexim supostamente teria encorajado Maziar em segredo, contando que Abedalá seria deposto e que Afexim  herdaria o posto. A revolta de Maziar foi esmagada em 839 e a posição de Afexim se tornou muito complicada e culminou em sua desgraça. A situação piorou quando se descobriu uma suposta correspondência entre ele e Maziar. Além disso, o governador de Coração, Abedalá, alegou que teria interceptado parte da fortuna de Babaque que Afexim havia obtido na campanha e que estava sendo secretamente transferida para as terras de Afexim em Osruxana. Quando Maziar chegou a Samarra, Afexim foi preso.
Maziar participou do interrogatório do ex-general, confirmando que Afexim havia conspirado com ele. Outros presentes levantaram questões adicionais sobre a sinceridade da conversão de Afexim ao islã (ele era zoroastriano), mas Afexim tinha resposta para toda as acusações. Ele alegou que os artefatos e livros zoroastrianos encontrados com ele eram heranças de família da época anterior à sua conversão. Ele explicou também que, quando ele puniu dois muçulmanos fanáticos que estavam destruindo ídolos em Osruxana, ele estaria apenas exercitando uma liderança razoável com o objetivo de manter a harmonia num território religiosamente diverso. Ele contou ainda que a forma como ele era chamado por seu povo nas cartas que eles escreviam para ele, como "Senhor dos Senhores" em persa, era simplesmente uma tradição e que não invalidava sua crença no Deus único (Alá).
Contudo, suas respostas não conseguiram salvá-lo. Almotácime mandou construir uma prisão especialmente para Afexim, chamada "A Pérola" e que tinha o formato de um minarete. Lá, Afexim passou os últimos nove meses de sua vida, falecendo em maio/junho de 841.